# Arts Santa Mònica
Pour les articles homonymes, voir Santa Monica (homonymie).

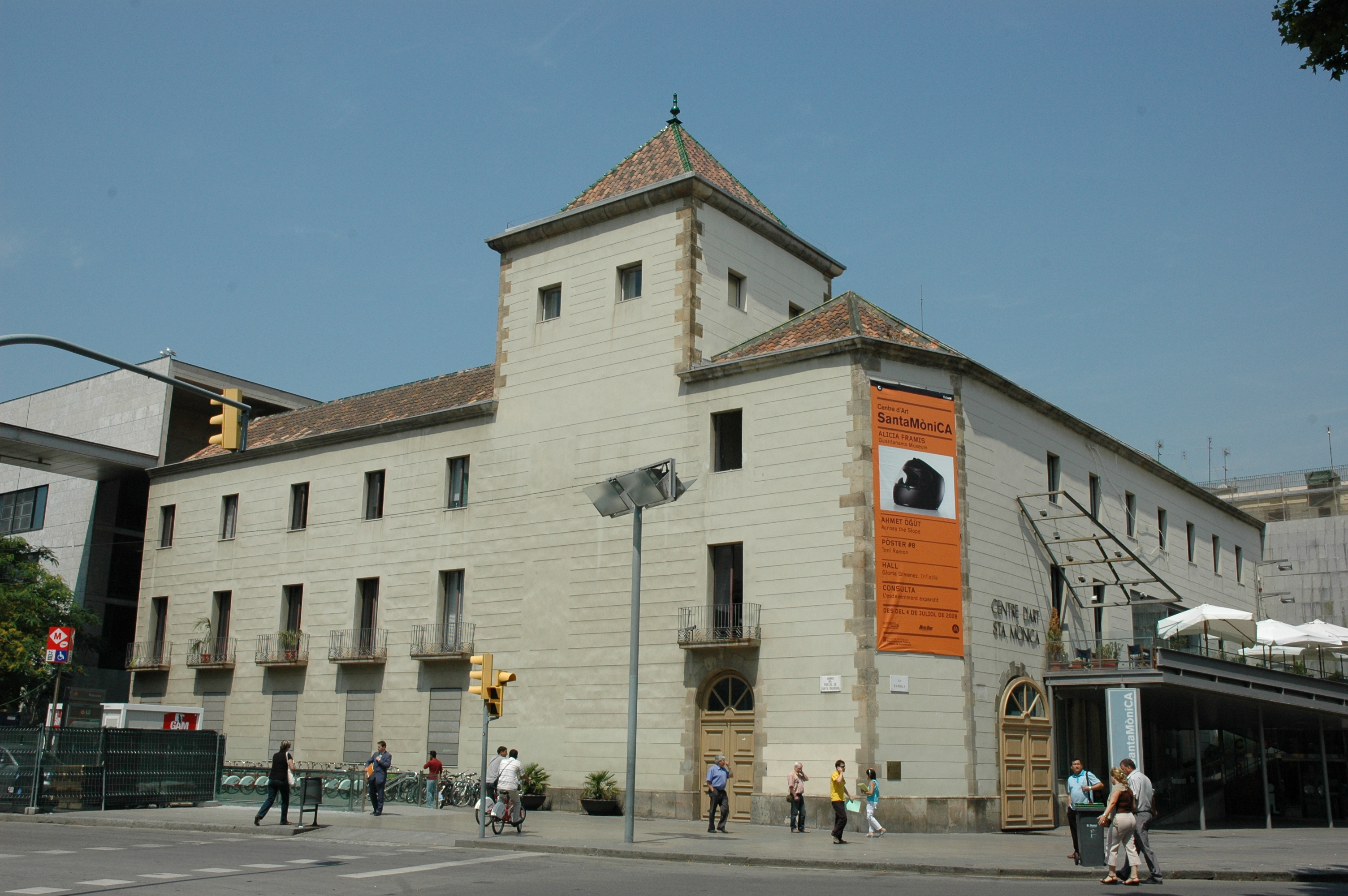
Centre d'Art Santa Mònica

Arts Santa Mònica (ou Centre d'Art Santa Mònica) est un centre culturel situé à Barcelone inauguré en 1988. 
Chaque année, environ 20 nouvelles expositions sont présentées au public. 
De plus, des conférences éducatives sur les travaux modernes ou les techniques expérimentales sont proposées.

## Localisation
Le centre se situe près de La Rambla, dans le district de Ciutat Vella.

## Directeurs
Liste des directeurs du centre :
- 1988 - 2003 : Josep Miquel Garcia
- 2003 - 2008 : Ferran Barenblit
- 2009 - 2013 : Vicenç Altaió
- 2013 - 2014 : Conxita Oliver
- depuis 2015 : Jaume Reus i Morro